# Sávos füsskata
A sávos füsskata (Myzia oblongoguttata) a katicabogárfélék családjába tartozó, Eurázsiában és Észak-Afrikában honos, fenyők levéltetveivel táplálkozó bogárfaj.

## Megjelenése
A sávos füsskata testhossza 6-8 mm, amivel a legnagyobb haza katicák közé tartozik. Alakja felülről széles ovális, körvonala a tor-potroh határon tagolt. Szárnyfedője erősen domború. Felső felszíne sima, szőrtelen, nagyon finoman pontozott. Feje fényes fekete, a szemek között széles fehér folttal. Az előtor középen barna (általában kicsit sötétebb a szárnyfedőknél), két szélén fehér. A szárnyfedők narancsos-barnásak, külső peremük, valamint megnyúlt, hosszú, változékony formájú foltjaik fehérek. A lábak és csápok gesztenyebarnák.
Lárvája jellegzetes külsejű. Teljesen kifejlődve hossza eléri a 12 mm-t, megnyúlt teste halványszürke, feje és lábai feketék. A torszelvények 2-2, a potrohszelvények 6-6 sorokba rendeződő, többnyire fekete folttal rendelkeznek. Az 1., 4. és a 6. potrohszelvényen az oldalsó folt sárga; ilyen színű a tor eleje is. A sötét foltok kissé kiemelkednek, felszínük érdes, de nem szemölcsszerűek és nem állnak ki szőrök belőlük. Bábja szintén jellegzetes: gömb alakú, nagyon halvány szürke vagy krémszínű, két sor fekete folttal (egyik teljes sor, másik rövid) és az oldalsó peremeken egy-egy ferde fekete vonallal. A legtöbb esetben csupasz, a lárvabőrt még a báb teljes kialakulása előtt levedlik.

## Elterjedése
Eurázsiában (a Brit-szigetektől egészen Japánig) és Észak-Afrikában honos. Északon Norvégia és Finnország középső részeiig hatol. Széleskörűen elterjedt, helyenként gyakori faj.

## Életmódja
Fenyvesekben és vegyes erdőkben él, elsősorban erdeifenyőn, néha vörösfenyőn, ritkán nyíren, a magashegységekben törpefenyőn. Mivel többnyire a lombkoronában mozog, csak ritkán kerül szem elé. A fakéreg alatt áttelelő imágók június-júliusig élnek, amikor már megjelenik az új generáció is. Párzási időszakuk tavaszra esik, a nőstények fenyőtűkre rakják petéiket. Mind a kifejlett bogár, mind a lárva a fenyők levéltetveinek specializált ragadozója. A levéltetveket sokszor hangyák védelmezik, így támadásaikkal szemben ellenállóbb mint a legtöbb katicabogár vagy -lárva. A lárvák három vedlést követően kora nyáron a fenyőtűk felső felszínén bebábozódnak. Az imágók új nemzedéke júliusban jelenik meg.   

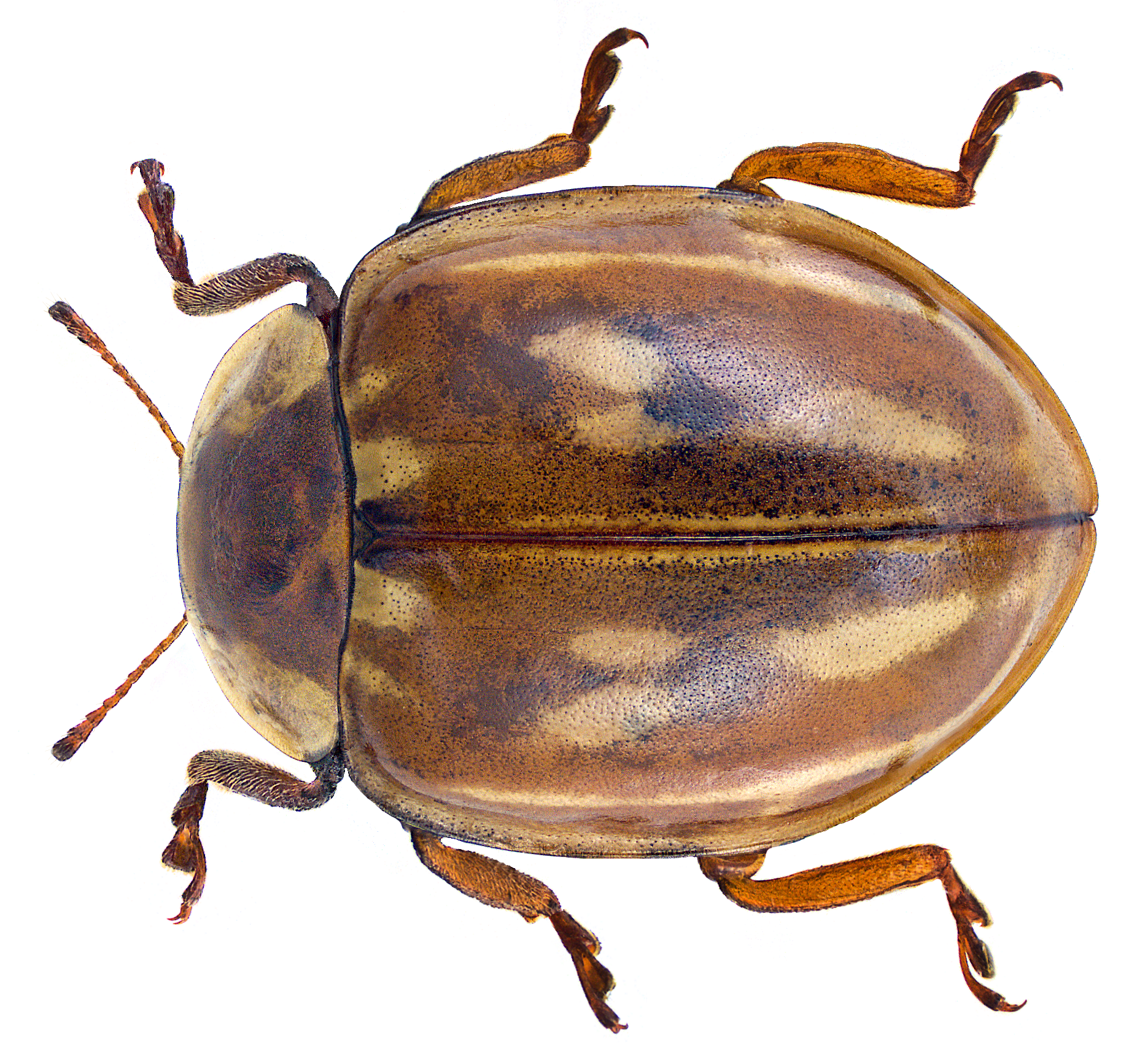
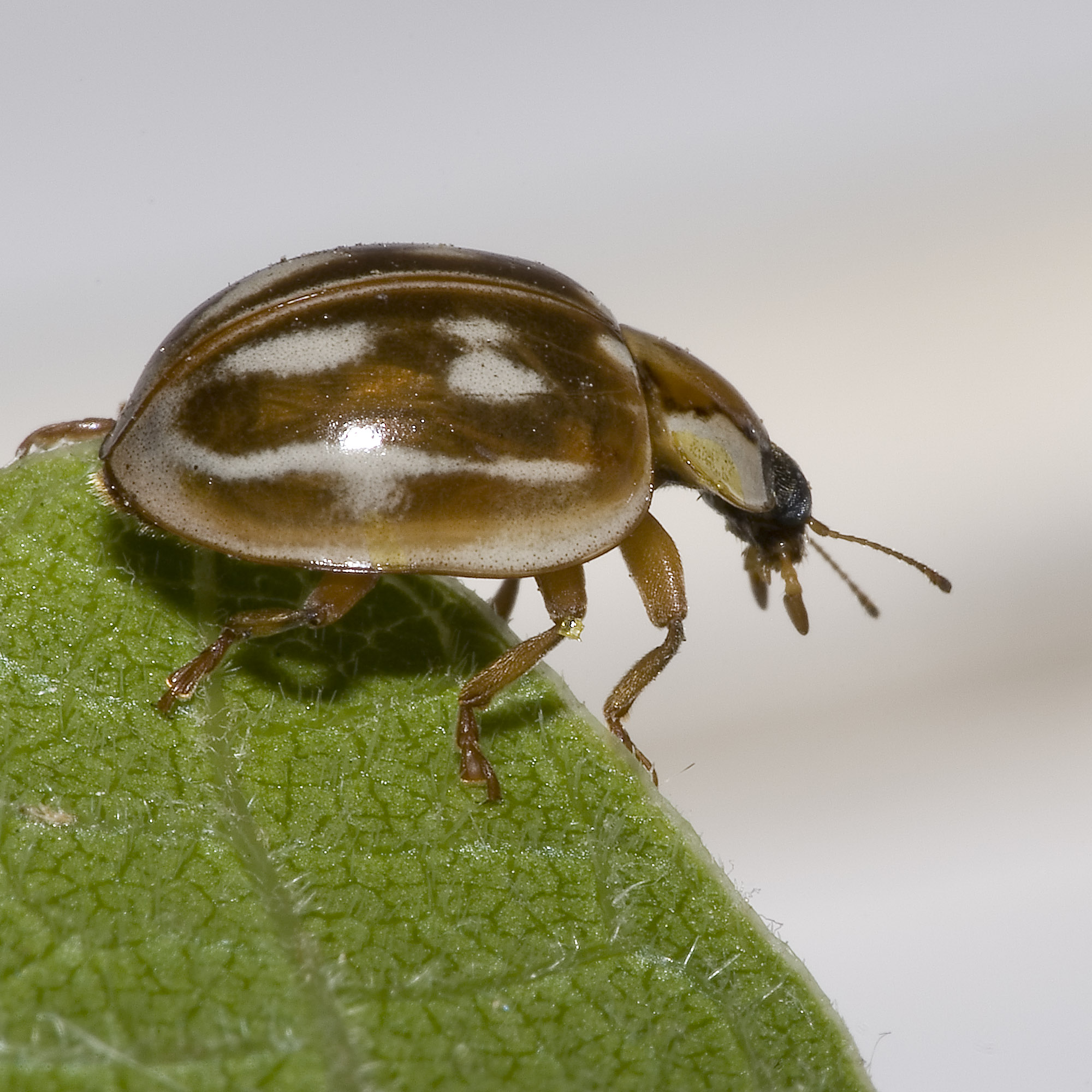
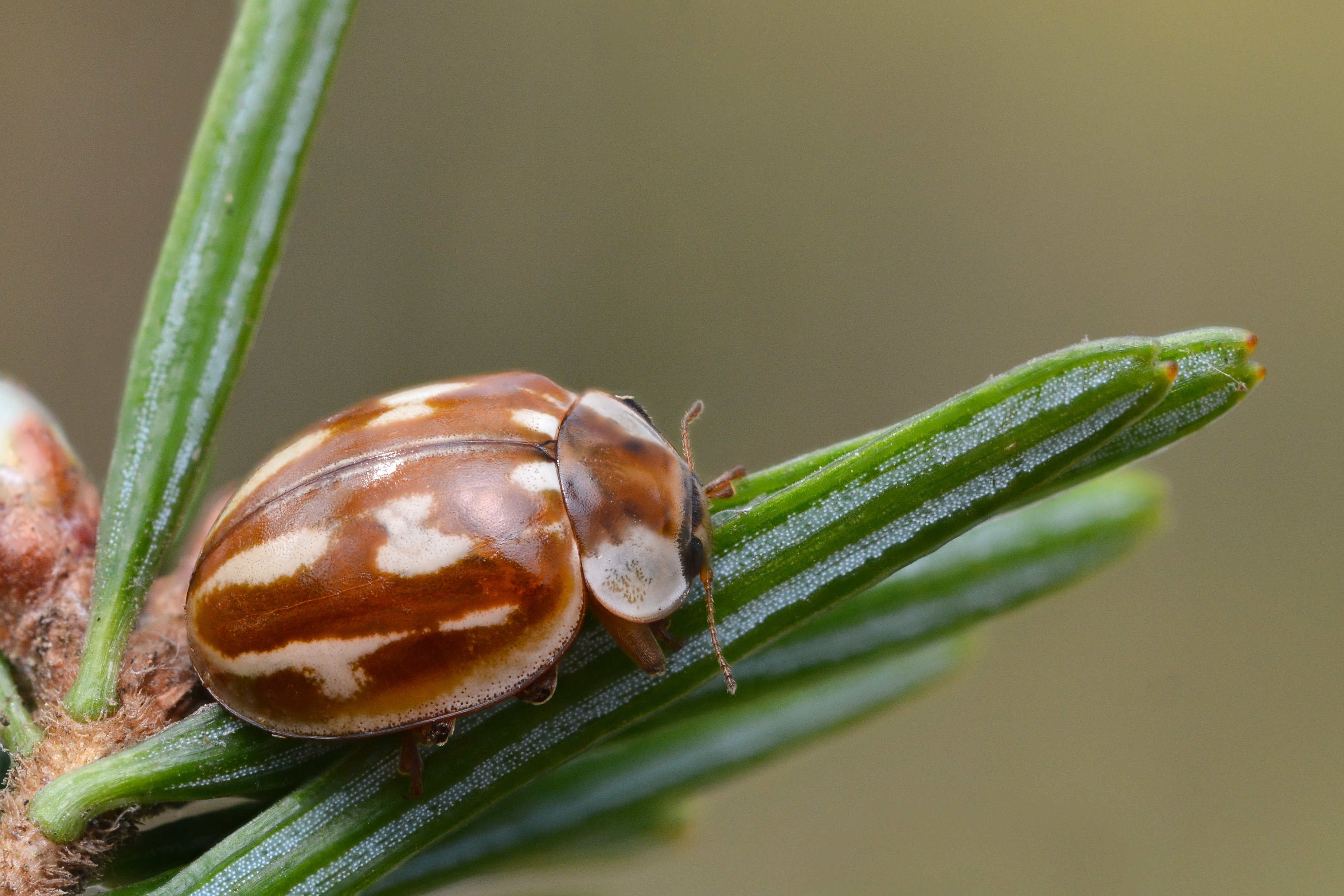
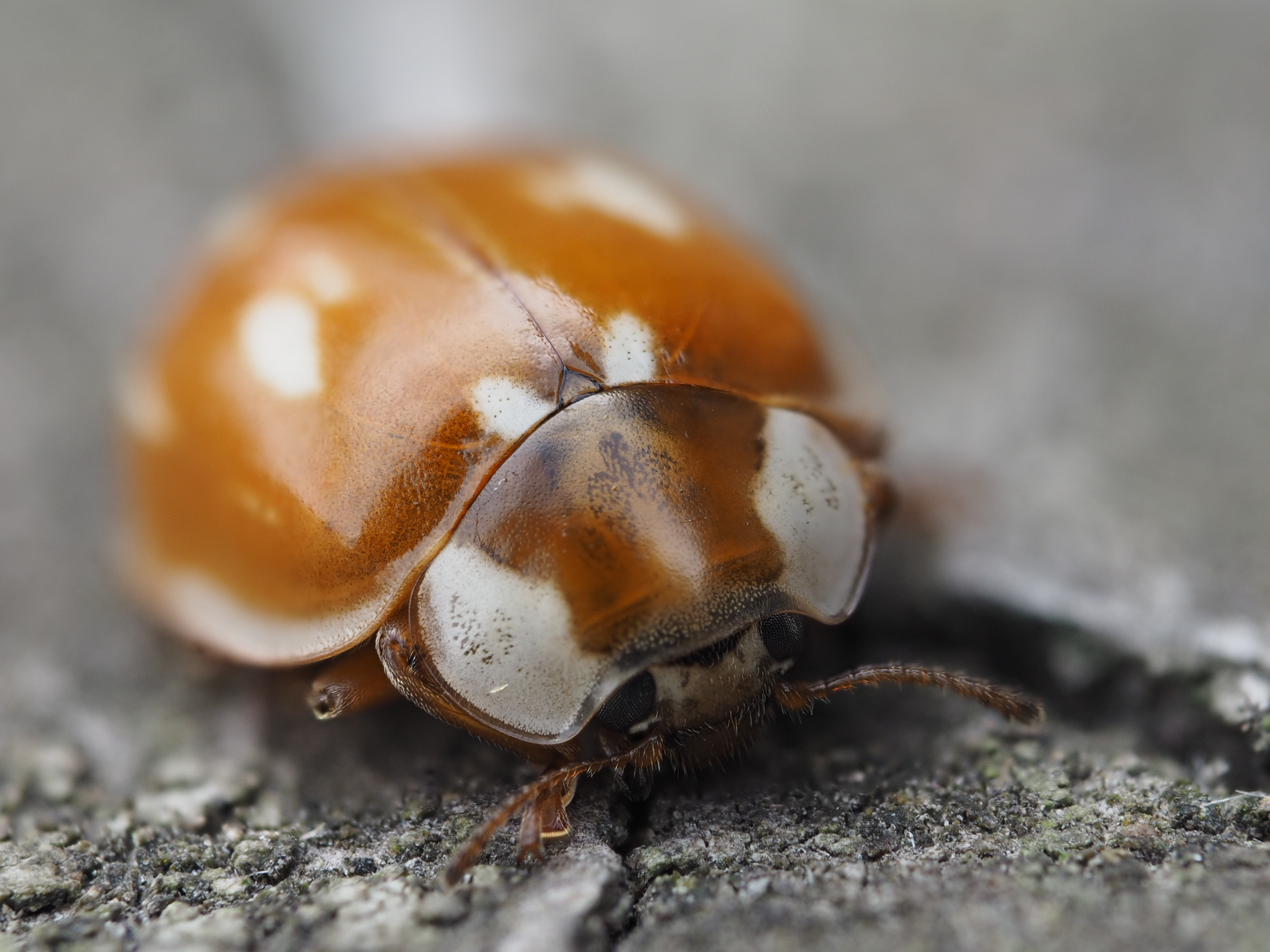
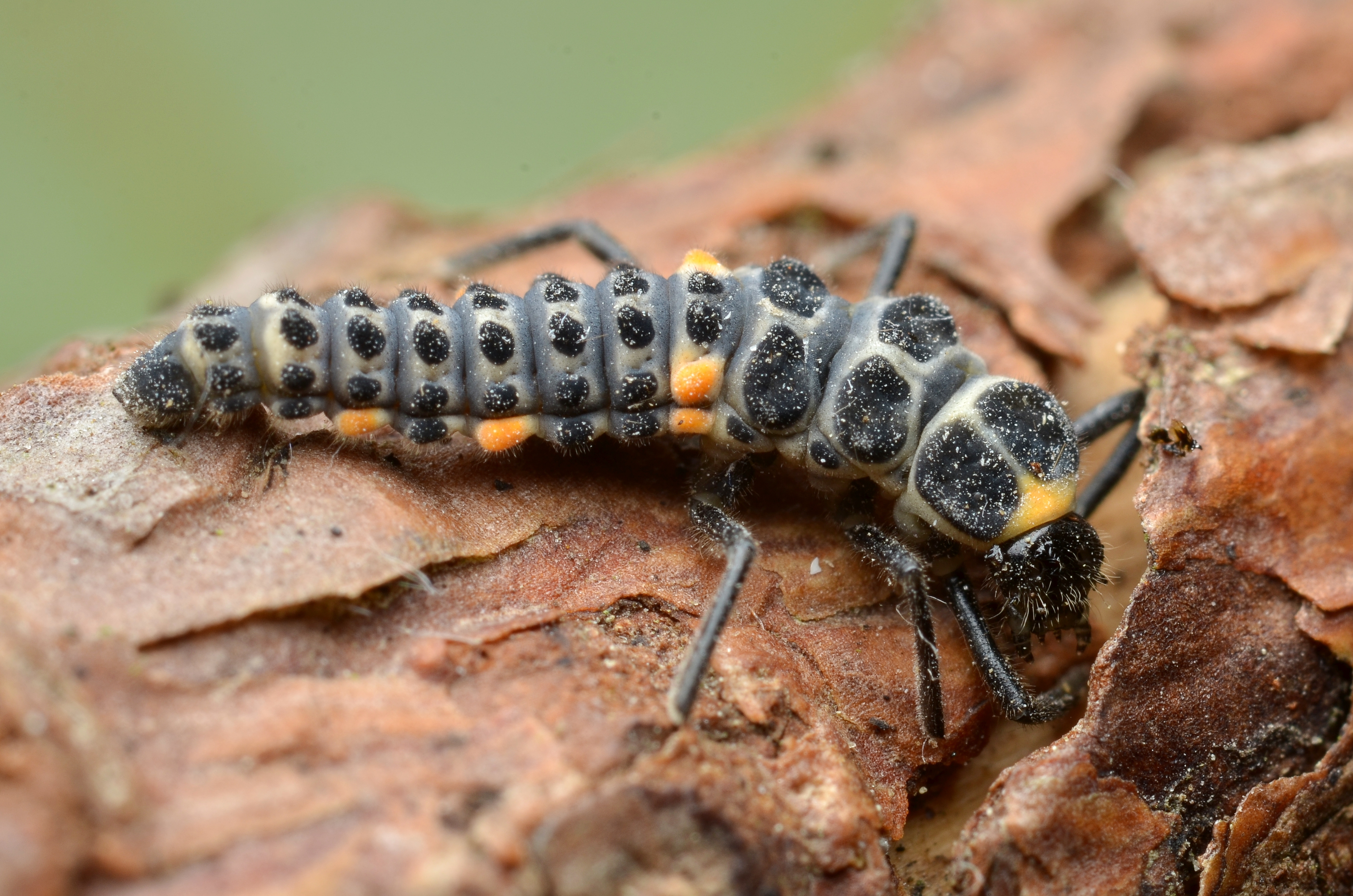

Magyarországon nem védett.